# Múscul tríceps sural
|  | Per a altres significats, vegeu «Tríceps». |

El múscul  tríceps sural  és un múscul de la cama que inclou tres feixos: està constituït per la reagrupació dels músculs gastrocnemis (vulgarment coneguts com a bessons) per la part exterior i el múscul soli per la part interior, que s'insereixen conjuntament a l'os calcani a la part posterior del peu mitjançant el tendó calcani (vulgarment conegut com a tendó d'Aquil·les).